# 高千穂町立高千穂小学校
高千穂町立高千穂小学校（たかちほちょうりつ たかちほしょうがっこう）は、宮崎県西臼杵郡高千穂町大字三田井にある公立の小学校。

## 概要
歴史
1873年（明治6年）に「三田井小学校」として創立。現校名となったのは1947年（昭和22年）。2023年（令和5年）に創立150周年を迎えた。
校章
高千穂峰の尾根をモチーフに、雲海を組み合わせ、「小」の文字になるように配置している。
校歌
作詞は佐藤光男、作曲は金堀伸夫による。歌詞は3番まであり、各番の歌詞中に校名の「高千穂の小学校」が登場。
通学区域
住所表記で「高千穂町」の後に以下が続く地域。
- 「大字三田井（町区・神殿・本組・三田井北・三田井東・浅ケ部・上川登・中川登・下川登）」
- 「大字押方（押方団地・あららぎ団地）」
- 「大字向山（椎屋谷・丸小野・石原・水ケ崎・黒仁田・尾狩・秋元）」
- 「大字岩戸（大平）」

中学校区は高千穂町立高千穂中学校。

## 沿革
- 1873年（明治6年）12月 - 「三田井小学校」が創立。三田井字車の迫195番地に校舎を設置。
- 1875年（明治8年）- 尾迫原16番地に校舎を新築。
- 1876年（明治9年）- 火災により、校舎が全焼。
- 1877年（明治10年）- 神殿1195番地（浄光寺）に校舎を新築。
- 1880年（明治13年）- 浅ヶ部分教場が分離の上、簡易浅ヶ部小学校として独立。
- 1887年（明治20年）- 小学校令施行により、尋常科（4年制）を設置の上、「尋常三田井小学校」に改称。
- 1889年（明治22年）
  - 5月1日 - 町村制施行に伴い、西臼杵郡3村（三田井・押方・向山）が合併の上、「高千穂村」となる。同時に、2村（岩戸・山裏）合併で「岩戸村」、3村（五ケ所・河内・田原）合併で「田原村」、2村（上野・下野）合併で「上野村」が発足。
  - この年 - 高等科（4年制）を併置。
- 1892年（明治25年）4月 - 「三田井尋常高等小学校」に改称。尋常科（4年制）が義務制（義務教育）となる。浅ヶ部・川登の小学校2校を統合。尾迫原115番地に校舎を新築の上、移転。
- 1897年（明治30年）- 運動場が完成。
- 1900年（明治33年）- 高等科が分離の上、「高千穂岩戸両村組合立 高千穂高等小学校」として独立。これにより、「三田井尋常小学校」に改称。
- 1902年（明治35年）- 高千穂高等小学校が移転（現宮崎県立高千穂高等学校の校地）。
- 1906年（明治39年）
  - 4月 - 高千穂高等小学校を運営する高千穂村と岩戸村の学校組合が解散。これにより、高等科を併置の上、「高千穂尋常高等小学校」（尋常科4年・高等科4年）に改称。高等小学校の校舎は「西校舎」として使用を継続。
  - 6月 - 高千穂村立高千穂農業補習学校を併置。
- 1908年（明治41年）4月 - 改正小学校令により、尋常科が4年制から6年制に改められる。これにより、従来の高等科1年を「尋常科5年」に、高等科2年を「尋常科6年」に、高等科3年を「高等科1年」に、高等科4年を「高等科2年」に改組。
- 1920年（大正9年）
  - 4月1日 - 高千穂村が町制施行により、「高千穂町」となる。
  - この年 - 西校舎を廃止し、校舎を統合。木造2階建校舎1棟が完成。
- 1924年（大正13年）- 後援会が発足。
- 1926年（大正15年）- 併置の農業補習学校が青年訓練所充当となる。
- 1928年（昭和3年）- 校地を拡張。木造平屋建校舎1棟（4教室）を増築。
- 1930年（昭和5年）- 講堂が完成。併置の青年訓練所充当農業補習学校が「高千穂中等公民学校」となる。
- 1932年（昭和7年）- 衛生室を設置の上、衛生婦を配置。学校給食を開始。
- 1935年（昭和10年）- 青年学校令施行により、併置の公民学校が「高千穂町立高千穂青年学校」となる。木造2階建校舎（10教室）を改築。
- 1941年（昭和16年）4月1日 - 国民学校令施行により、「高千穂町高千穂国民学校」に改称。尋常科を初等科に改める（初等科6年・高等科2年）。
- 1944年（昭和19年）- 沖縄県からの疎開学童を受け入れる。
- 1947年（昭和22年）
  - 4月1日 - 学制改革（六・三制の実施）により、国民学校初等科は新制小学校「高千穂町立高千穂小学校」（現校名）に改組・改称。
  - 4月30日 - 国民学校高等科と青年学校普通科が統合の上、新制中学校「高千穂町立高千穂中学校」となり、小学校に併設される。
- 1948年（昭和23年）10月 - 高千穂中学校の新校舎が完成し、小学校との併設を解消。
- 1953年（昭和28年）- 木造平屋建4棟（14教室）が完成。
- 1956年（昭和31年）4月 - 特殊学級を設置。
- 1957年（昭和32年）- 学校給食を開始。
- 1961年（昭和36年）- 鉄筋コンクリート造3階建新校舎が完成。
- 1968年（昭和43年）- 体育館が完成。
- 1969年（昭和44年）- 管理棟・特別教室・給食室が完成。
- 1973年（昭和48年）- 創立100周年記念式典を挙行。
- 2010年（平成22年）4月1日 - 高千穂町立向山北小学校を統合。
- 2013年（平成25年）- 新校舎が完成。
- 2014年（平成26年）- 新体育館が完成。創立140周年記念式典並びに新校舎・体育館落成記念式典を挙行。
- 2023年（令和5年）12月 - 創立150周年記念式典を挙行。

旧・向山小学校（むこうやま）
- 1876年（明治9年）4月[2] - 大字向山石原に「向山小学校」が創立。
- 1887年（明治20年）- 小学校令施行により、尋常科（4年制）を設置の上、「尋常向山小学校」に改称。
- 1889年（明治22年） 5月1日 - 町村制施行に伴い、西臼杵郡3村（三田井・押方・向山）が合併の上、「高千穂村」となる。
- 1890年（明治23年）- 向山南部に秋元分教場を設置。
- 1892年（明治25年）- 「向山尋常小学校」に改称。向山北部に椎屋谷分教場を設置。
- 1908年（明治41年）- 向山尋常小学校を廃止の上、南北の2校に分立。

旧・向山南小学校（むこうやまみなみ）

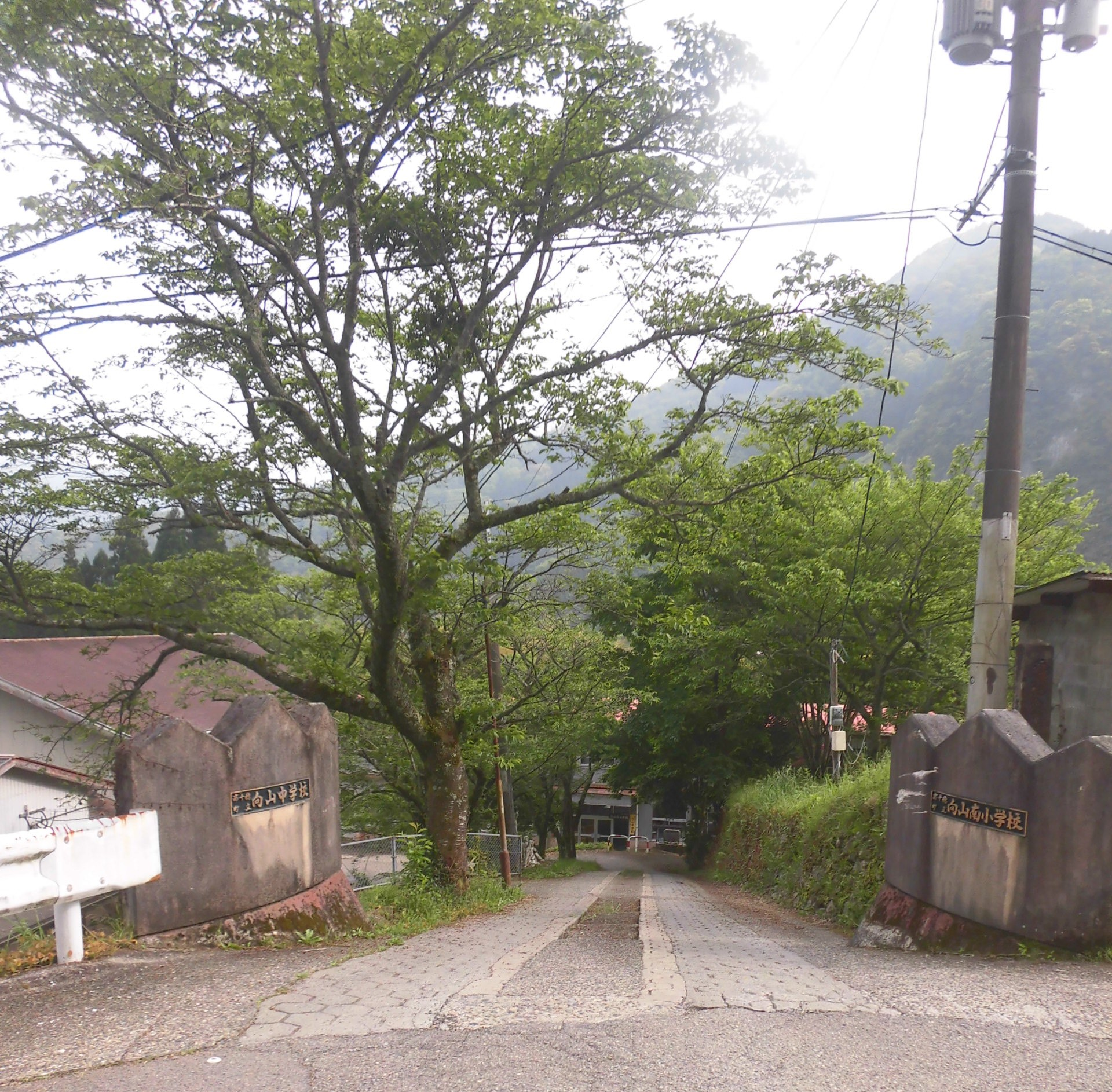
旧・向山南小学校 正門

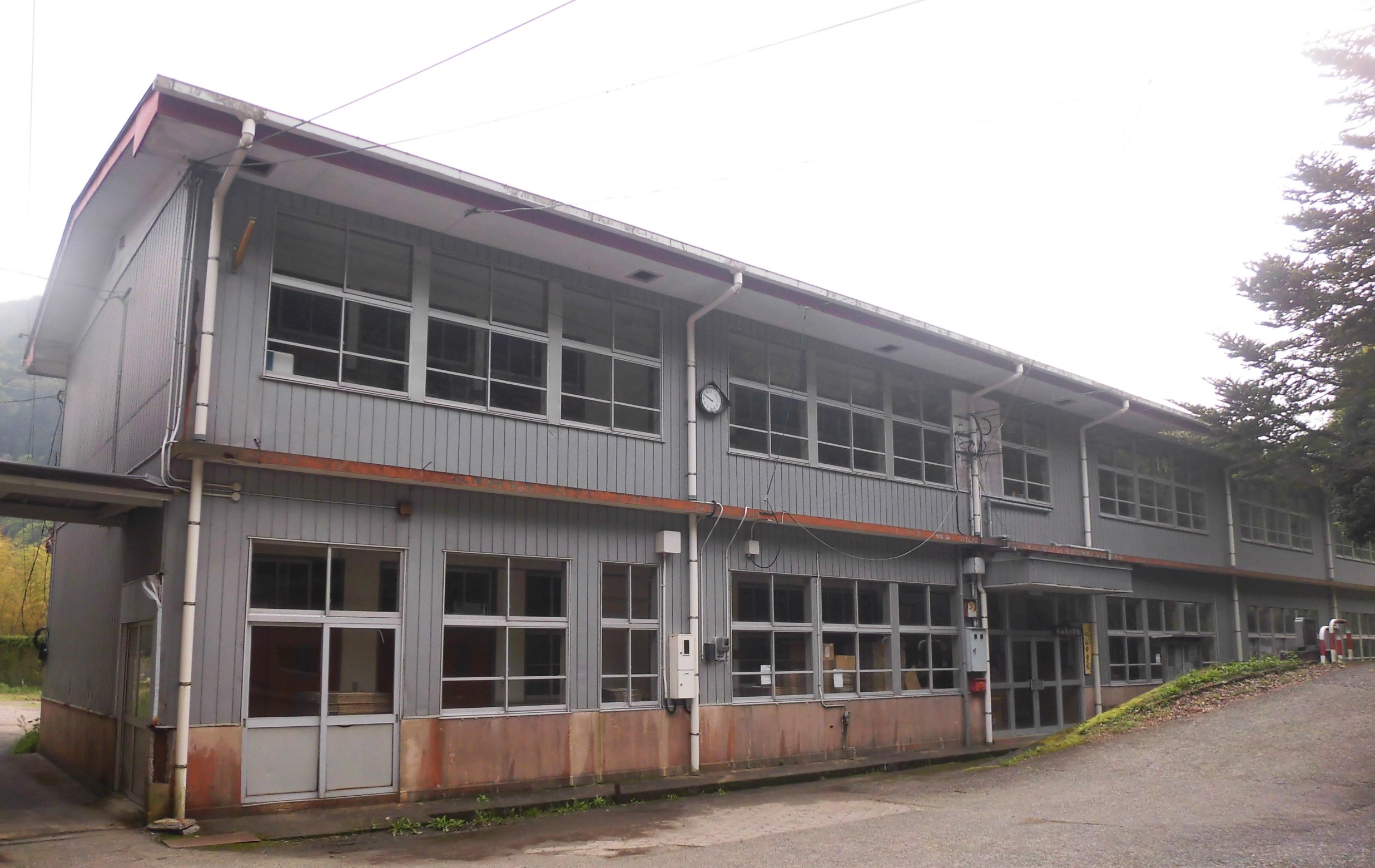
旧・向山南小学校 校舎

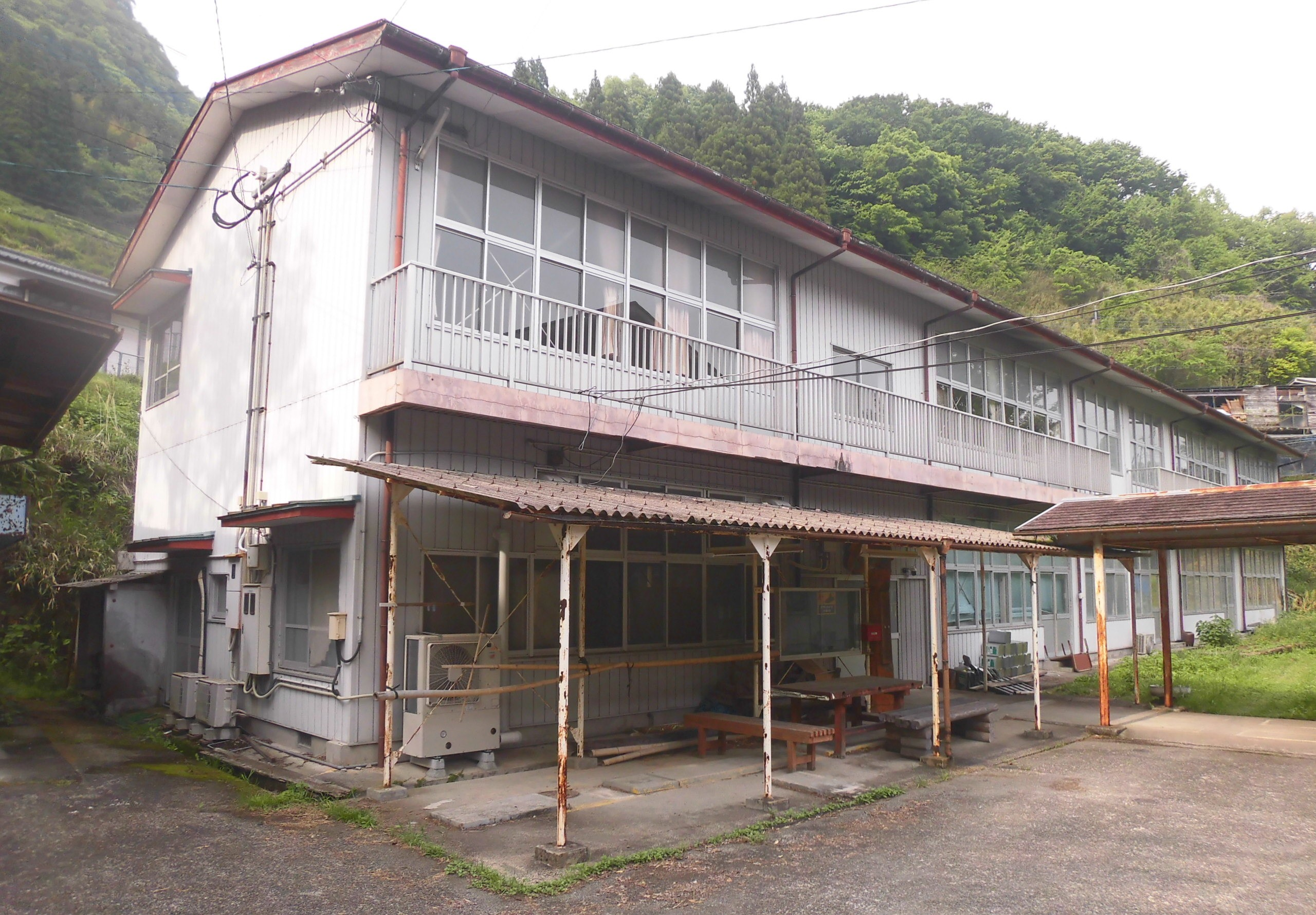
旧・向山南小学校 校舎

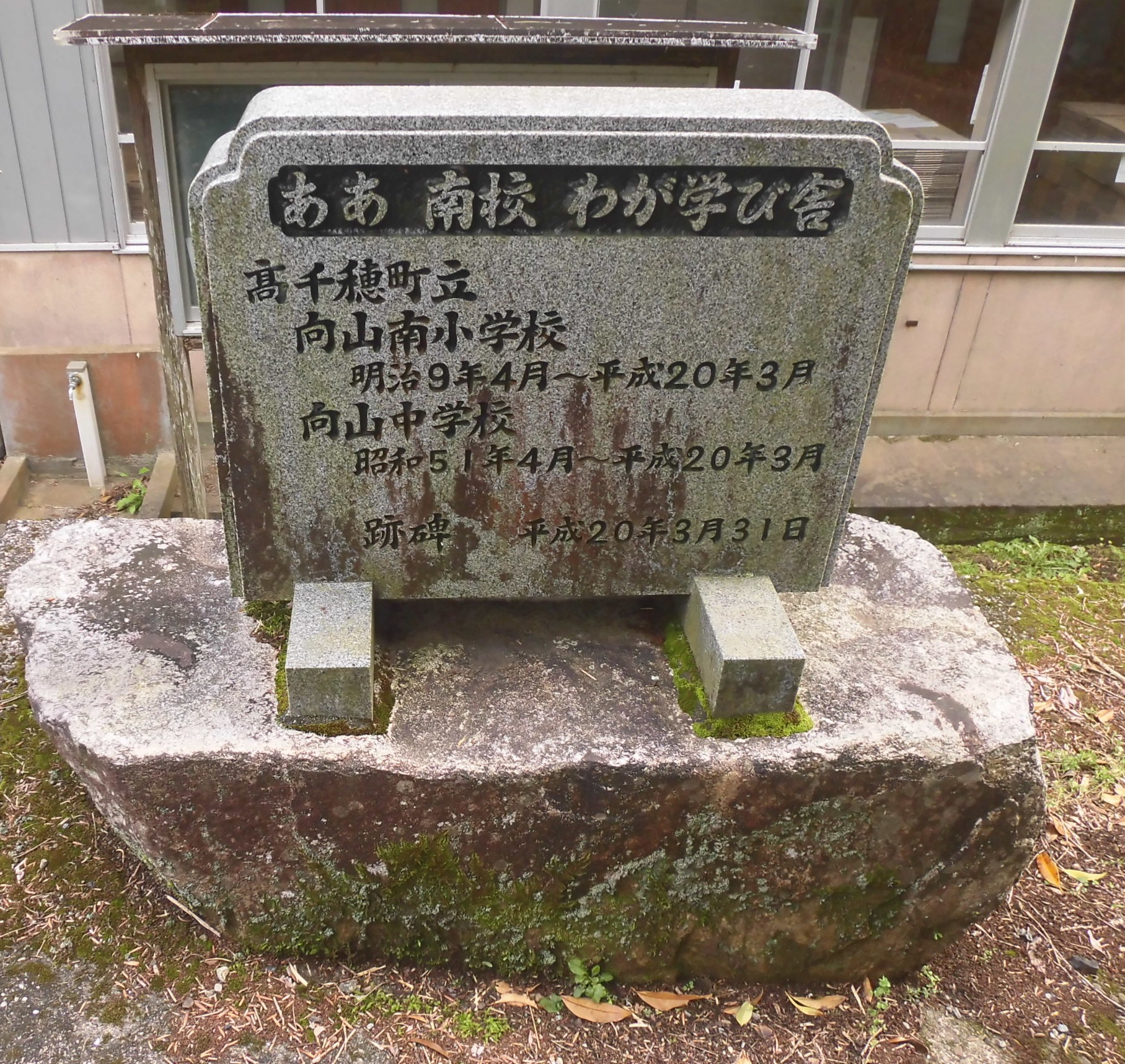
旧・向山南小学校 閉校記念碑

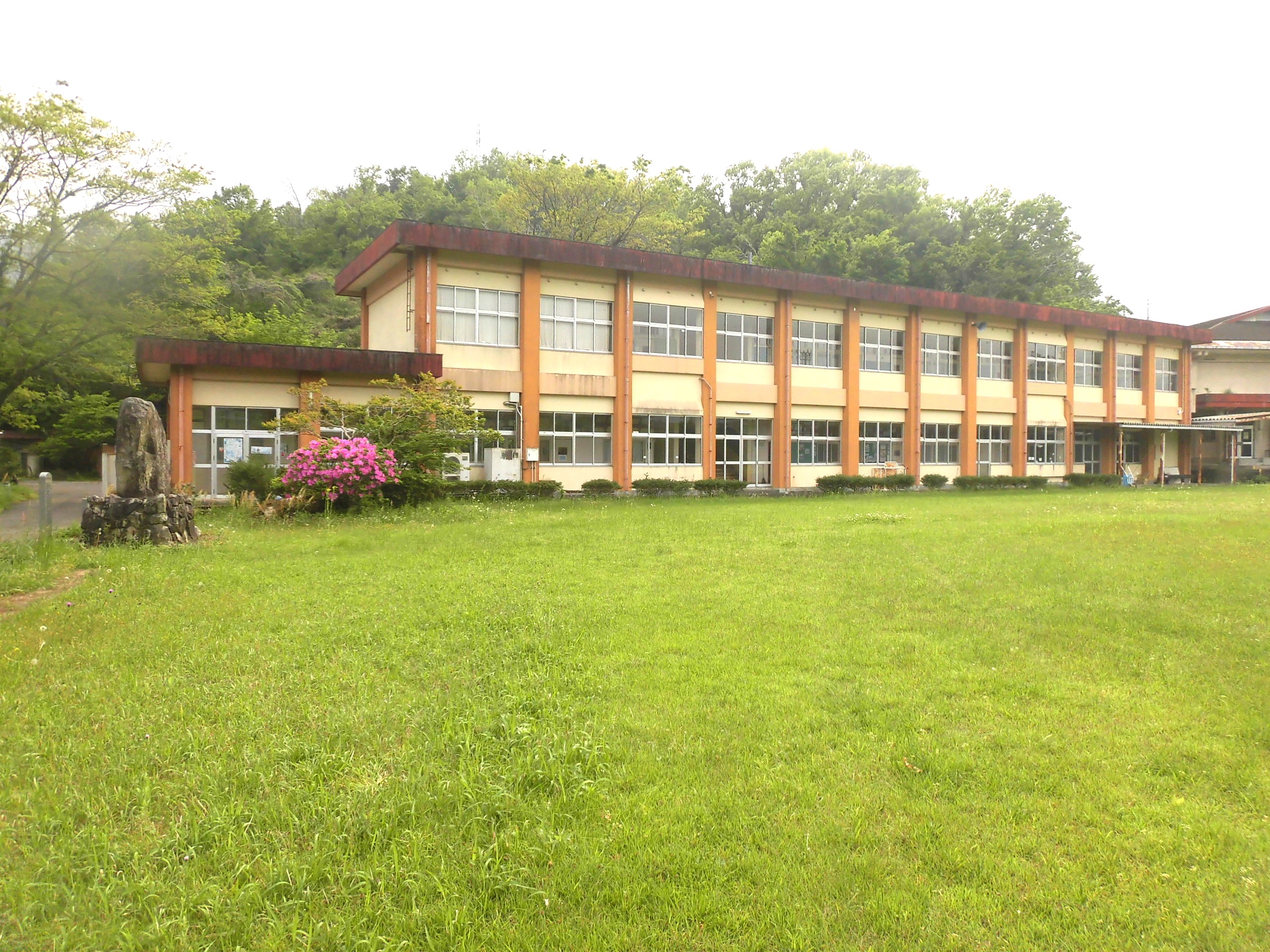
旧・向山北小学校 校舎

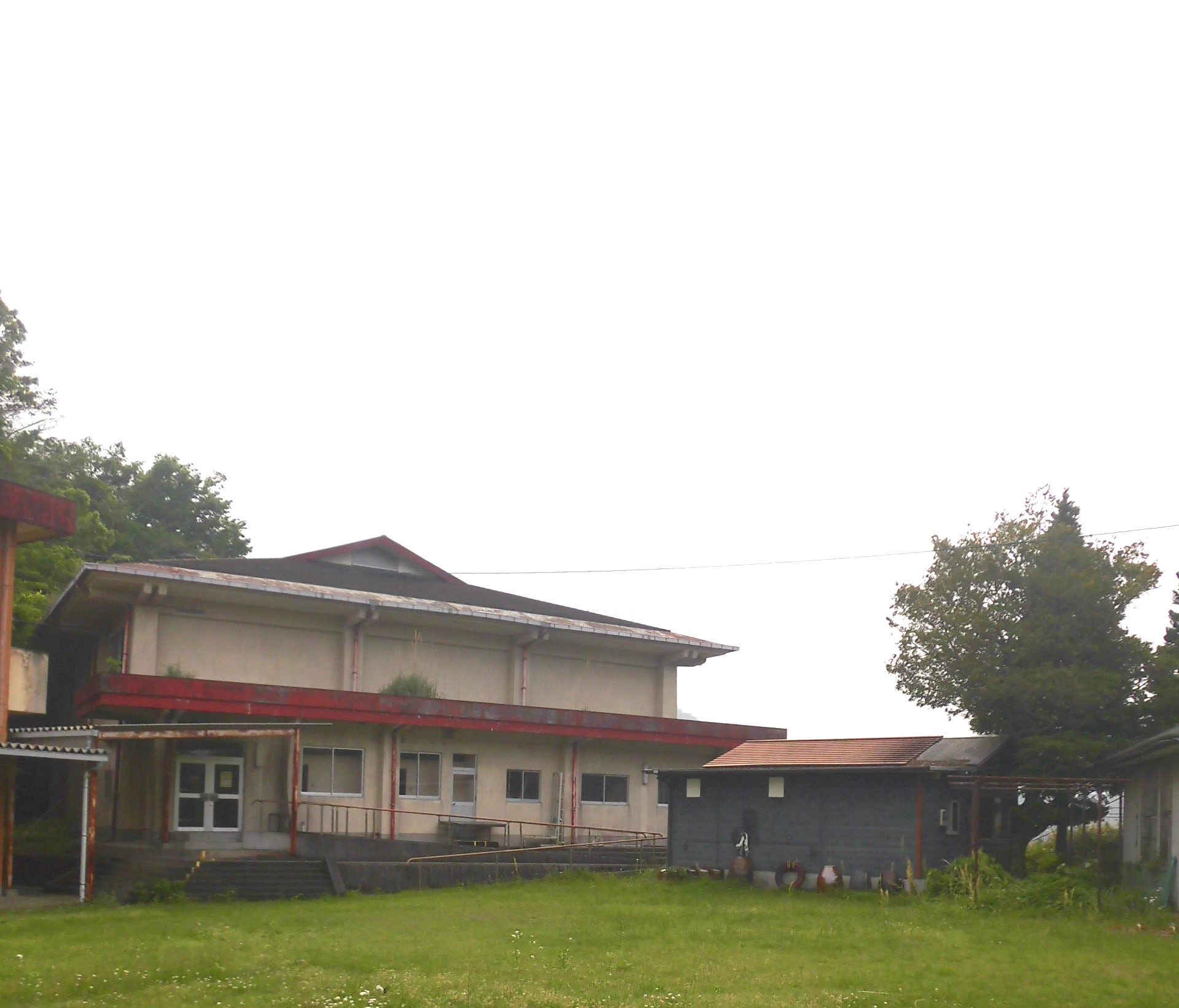
旧・向山北小学校 体育館

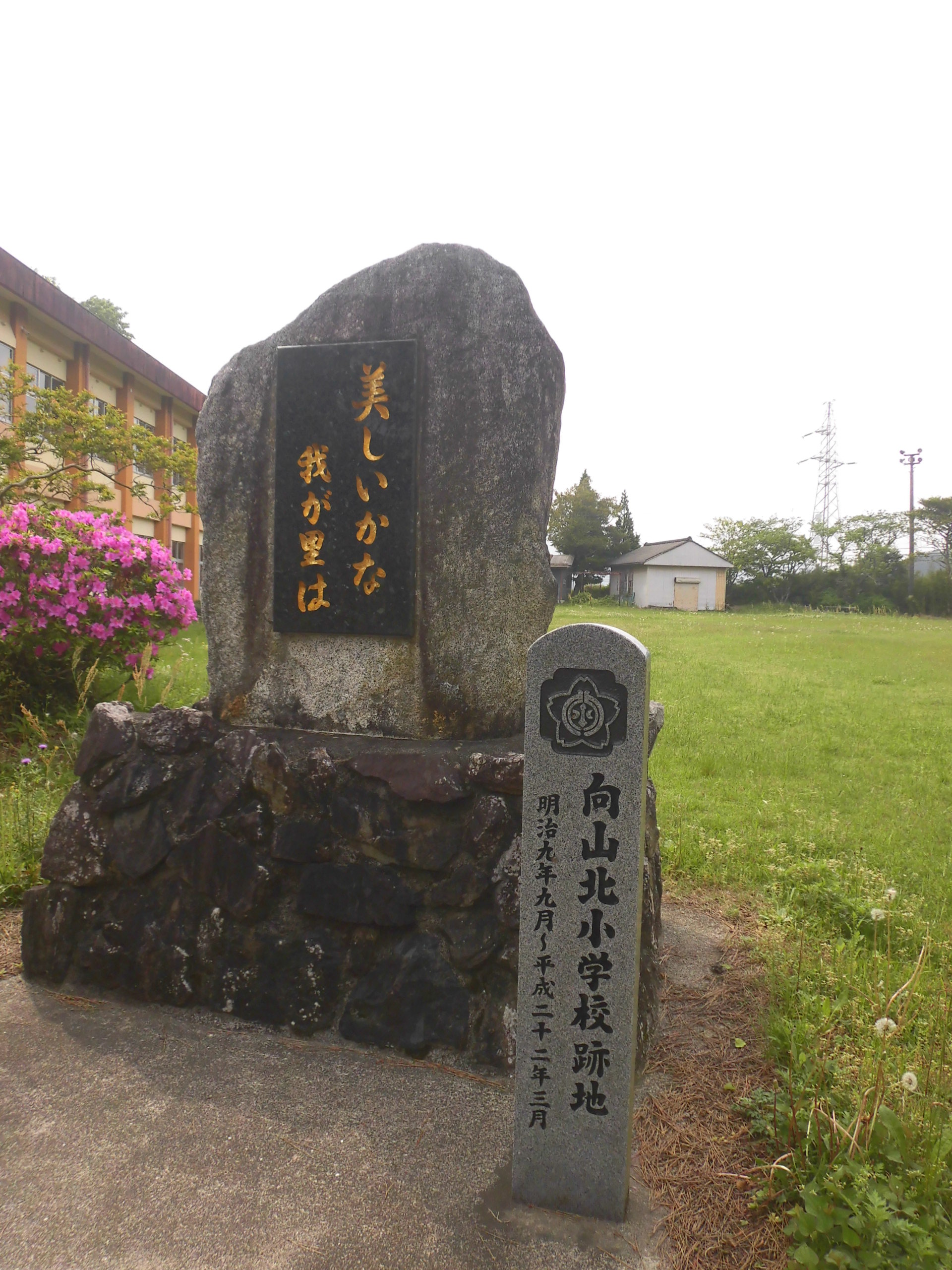
旧・向山北小学校 閉校記念碑

- 向山小学校が創立した1876年（明治9年）を創立年とする。
- 1890年（明治23年）- 「尋常向山小学校 秋元分教場」が設置される。
- 1892年（明治25年）- 「向山尋常小学校 秋元分教場」に改称。
- 1908年（明治41年）- 向山尋常小学校の南北分立により、「向山南尋常小学校」として独立。黒仁田・秋元・尾狩を通学区域とする。改正小学校令により、尋常科5年を設置。
- 1909年（明治42年）- 尋常科6年を新設。
- 1916年（大正5年）- 向山実践青年会が設置される。
- 1919年（大正8年）- 向山南農業補習学校を併置。
- 1920年（大正9年）- 校舎を増築。高等科（2年制）を併置の上、「向山南尋常高等小学校」に改称。
- 1926年（大正15年）- 併置の農業補習学校が青年訓練所充当となる。
- 1928年（昭和3年）- 木造校舎1棟（3教室）を増築。
- 1930年（昭和5年）- 併置の青年訓練所充当農業補習学校が統合により、高千穂中等公民学校第四教場となる。
- 1941年（昭和16年）4月1日 - 国民学校令施行により、「高千穂町向山南国民学校」に改称。尋常科を初等科に改める。
- 1947年（昭和22年）4月1日 - 学制改革（六・三制の実施）が行われる。この年、学校給食を開始。
  - 国民学校初等科は、新制小学校「高千穂町立向山南小学校」（最終名）に改組・改称。
  - 国民学校高等科は、青年学校普通科とともに、新制中学校「高千穂町立高千穂中学校 向山分校[3]」に改組・改称され、小学校に併置される。
- 1948年（昭和23年）- 木造校舎を増築。
- 1952年（昭和27年）- 木造校舎1棟（5教室）および講堂が完成。
- 1957年（昭和32年）- ミルク給食を開始。
- 1965年（昭和40年）- プールが完成。
- 1968年（昭和43年）- 完全給食を開始。
- 1970年（昭和45年）- 鉄筋コンクリート造校舎が完成。
- 1976年（昭和51年）5月2日 - 創立100周年記念式典を挙行（向山北小学校と同日）。
- 1981年（昭和56年）3月 - 鉄筋コンクリート造新校舎が完成。
- 2008年（平成20年）3月31日 - 高千穂町立向山北小学校への統合により、閉校。132年の歴史に幕を閉じる。
  - 最終所在地 - 宮崎県西臼杵郡高千穂町大字向山4815番地1（北緯32度40分06.2秒 東経131度18分34.1秒 / 北緯32.668389度 東経131.309472度）
  - 最寄りの幹線道路 - 宮崎県道50号諸塚高千穂線

旧・向山北小学校（むこうやまきた）
- 向山小学校が創立した1876年（明治9年）を創立年とする。
- 1892年（明治25年）- 「向山尋常小学校 椎屋谷分教場」に改称。
- 1908年（明治41年）- 向山尋常小学校の南北分立により、「向山北尋常小学校」として独立。椎屋谷・丸小野・石原・水ヶ崎を通学区域とする。改正小学校令により尋常科5年を新設。
- 1909年（明治42年）- 尋常科6年を新設。校舎を増築。
- 1911年（明治44年）- 校歌を制定。
- 1925年（大正14年）- 向山北小学校の廃止が検討されたが、3年間の留置運動により、存続することとなる。
- 1930年（昭和5年）- 校旗を制定。
- 1941年（昭和16年）4月1日 - 国民学校令施行により、「高千穂町向山北国民学校」に改称。尋常科を初等科に改める。
- 1942年（昭和17年）- 高等科（2年制）を併置。
- 1947年（昭和22年）4月1日 - 学制改革（六・三制の実施）が行われる。木造校舎1棟を増築。教育協力会が発足。
  - 国民学校初等科は、新制小学校「高千穂町立向山北小学校」（最終名）に改組・改称。
  - 国民学校高等科は、青年学校普通科とともに、新制中学校「高千穂町立高千穂中学校」（本校）に統合。
- 1951年（昭和26年）- 校舎を増改築。屋内運動場（体育館）が完成。
- 1956年（昭和31年）
  - 2月 - 火災により、校舎・備品・書類を焼失。
  - この年 - 校舎が復旧。プールが完成。
- 1958年（昭和33年）- 校章を制定。
- 1959年（昭和34年）- ミルク給食を開始。
- 1962年（昭和37年）- 1・2年生が複式となる。
- 1966年（昭和41年）- 完全給食を開始。
- 1976年（昭和51年）5月2日 - 創立100周年記念式典を挙行（向山南小学校と同日）。
- 1981年（昭和56年）3月 - 鉄筋コンクリート造新校舎が完成。
- 2008年（平成20年）4月1日 - 高千穂町立向山南小学校を統合。
- 2010年（平成22年）3月31日 - 高千穂町立高千穂小学校への統合により、閉校。134年の歴史に幕を閉じる。
  - 最終所在地 - 宮崎県西臼杵郡高千穂町大字向山1232番地1（北緯32度41分44.4秒 東経131度18分46.8秒 / 北緯32.695667度 東経131.313000度）
  - 最寄りの幹線道路 - 宮崎県道50号諸塚高千穂線

## 交通
最寄りのバス停留所
- 高千穂町ふれあいバス 岩戸線 「神代川」停留所

最寄りの幹線道路
- 国道218号
- 宮崎県道237号北方高千穂線

最寄りの鉄道駅
- かつて「高千穂駅」（高千穂鉄道高千穂線）があったが、2008年（平成20年）12月28日に廃止された。

## 周辺
- 高千穂町役場
- 宮崎県 西臼杵支庁
- 高千穂郵便局
- 高千穂町商工会
- 宮崎家庭裁判所高千穂出張所

## 参考資料
- 「高千穂町史 本編」（高千穂町、1972年（昭和47年）3月30日発行）p.686～p.687（高千穂小学校）、p.688（向山北小学校）、p.689（向山南小学校）
- 「退互部報 第206号（一般社団法人宮崎県教職員互助会退職互助部, 2016年（平成28年）1月5日発行） (PDF) 」